# Naohito Hirai
Naohito Hirai (jap. 平井 直人 Hirai Naohito; ur. 16 lipca 1978) – japoński piłkarz występujący na pozycji bramkarza.

## Kariera klubowa
Od 1997 do 2010 roku występował w klubie Kyoto Sanga FC.